# Juan Valera Espín
Juan Valera Espín (Bullas (Murcia) España, 21 de diciembre de 1984) es un exfutbolista español. Jugaba de lateral derecho. En 2016, una lesión en la cadera le impide extender más su ciclo como jugador y confirmó su retirada del fútbol profesional. Llegó a ser internacional sub-21. 
Formado en las categorías inferiores del Real Murcia, con el que consiguió el ascenso a Primera División en 2003, sus mayores éxitos como profesional los consiguió con el Atlético de Madrid en 2010 con quien ganó la Europa League y la Supercopa de Europa. En agosto de 2011 fichó por el Getafe CF.

## Trayectoria

### Inicios en el Real Murcia
Jugó cuando era joven en las categorías inferiores del Bullense, pasando después a las categorías inferiores del Real Murcia hasta 2003, año en el que pasó a formar parte del primer equipo. Ese mismo año el Real Murcia consiguió el ascenso a Primera División.
Debutó en Primera División de la liga española de fútbol el 7 de diciembre de 2003 en el partido Real Murcia – Villarreal (1-1). Esa misma temporada el equipo descendió de categoría a Segunda División.

### Atlético de Madrid
En la temporada 2005-06 fichó por el Atlético de Madrid. La temporada siguiente sufrió una grave lesión de rodilla, perdiéndose seis meses de competición, y tras recuperarse de ella las numerosas lesiones musculares le impidieron gozar de continuidad.

#### Racing de Santander
En la temporada 2008-09 jugó cedido en el Racing de Santander debutando con este equipo el 13 de septiembre de 2008 en el partido frente al FC Barcelona en el Camp Nou como titular. Marcó su primer gol con el Racing el 5 de octubre en el partido frente al Osasuna en el Estadio Reyno de Navarra. Marcó su primer gol en competición europea en la Copa de la UEFA el 18 de diciembre en el último partido que disputó el conjunto cántabro en la competición europea frente al Manchester City en el Sardinero.

#### Nueva etapa
En julio de 2009 renovó con el Atlético de Madrid hasta 2012 y regresó al equipo colchonero para comenzar la temporada 2009-10. El 12 de mayo de 2010 se proclamó campeón de la UEFA Europa League, antigua Copa de la UEFA, con el Atlético de Madrid al derrotar al Fulham inglés por 2 goles a 1, disputando algunos minutos de la final. La temporada siguiente no pudo comenzar mejor pues el 29 de agosto de 2010, Valera volvió a levantar otro título internacional con el Atlético de Madrid al imponerse en la Supercopa de Europa al Inter de Milán, campeón de la Champions League, por dos goles a cero.

### Getafe CF
El 12 de agosto de 2011, se anunció su marcha al Getafe Club de Fútbol tras recibir la carta de libertad del Atlético de Madrid. El 10 de septiembre debutó con la camiseta de su nuevo club en el partido contra el Real Madrid correspondiente a la tercera jornada de Liga. El partido terminó con una derrota por cuatro a dos. El 26 de noviembre marcó al F. C. Barcelona el que era su primer gol con el Getafe C.F. consiguiendo la victoria por uno a cero. El 13 de diciembre jugó su primer partido de Copa del Rey con el Getafe en la ida de los dieciseisavos de final frente al Málaga. El partido finalizó con una derrota por cero a uno. El 14 de enero de 2012 jugó el partido número 200 de su carrera profesional, en los diferentes clubes en los que ha estado, frente al Zaragoza, en el empate a uno correspondiente a la decimoctava jornada de Liga.
Durante su segunda temporada anotó otro gol ante uno de los 'grandes' de la Liga en la segunda jornada. Esta vez fue el Real Madrid el que sufrió el cabezazo de Valera que puso el empate a uno tras una asistencia de Abdel Barrada e inició el camino de la remontada que consiguió finalmente el Getafe al vencer por dos a uno al equipo merengue.
A partir de las temporadas siguientes Valera comenzó a sufrir constantes lesiones que le impidieron jugar con regularidad. Pese a esto superó los 100 partidos con la camiseta azulona y contribuyó a que el club se mantuviera en la máxima competición un año tras otro.

## Selección nacional
Ha sido internacional con la Selección Sub-21. En 2005 jugó los Juegos Mediterráneos disputados en Almería, donde debutó el 23 de junio frente a Malta. En este torneo disputó los cinco partidos y marcó un gol el 1 de julio en semifinales contra Libia (5-0). En la final batieron a Turquía por 1-0, consiguiendo la medalla de oro.
Su debut oficial con la sub-21 fue el 5 de septiembre de 2006 en un partido contra Eslovaquia (4-2), de la clasificación de la Eurocopa Sub-21 de 2007, donde marcó un gol.

## Estadísticas

### Clubes
- Actualizado el 11 de enero de 2015:[3]

| Club | Div           | Temporada     | Liga  | Liga  | Copas nacionales(1) | Copas nacionales(1) | Torneos internacionales(2) | Torneos internacionales(2) | Total | Total | Media goleadora |
| Club | Div           | Temporada     | Part. | Goles | Part.               | Goles               | Part.                      | Goles                      | Part. | Goles | Media goleadora |
| --- | ------------- | ------------- | ----- | ----- | ------------------- | ------------------- | -------------------------- | -------------------------- | ----- | ----- | --------------- |
| Real Murcia · España |               |               |       |       |                     |                     |                            |                            |       |       |                 |
| 2.ª | 2002-03       | 3             | 0     | 0     | 0                   | -                   | -                          | 3                          | 0     | 0     |                 |
| 1.ª | 2003-04       | 10            | 0     | 1     | 0                   | -                   | -                          | 11                         | 0     | 0     |                 |
| 2.ª | 2004-05       | 35            | 3     | 0     | 0                   | -                   | -                          | 35                         | 3     | 0,09  |                 |
| Total club | Total club    | 48            | 3     | 1     | 0                   | -                   | -                          | 49                         | 3     | 0,06  |                 |
| Club Atlético de Madrid · España                                                                                        |               |               |       |       |                     |                     |                            |                            |       |       |                 |
| 1.ª | 2005-06       | 17            | 2     | 3     | 0                   | -                   | -                          | 20                         | 2     | 0,10  |                 |
| 1.ª | 2006-07       | 8             | 0     | 3     | 0                   | -                   | -                          | 11                         | 0     | 0     |                 |
| 1.ª | 2007-08       | 8             | 0     | 6     | 1                   | 0                   | 0                          | 14                         | 1     | 0,07  |                 |
| Total club | Total club    | 33            | 2     | 12    | 1                   | 0                   | 0                          | 45                         | 3     | 0,06  |                 |
| Racing de Santander · España                                                                                            |               |               |       |       |                     |                     |                            |                            |       |       |                 |
| 1.ª | 2008-09       | 25            | 2     | 2     | 0                   | 4                   | 1                          | 31                         | 3     | 0,10  |                 |
| Total club | Total club    | 25            | 2     | 2     | 0                   | 4                   | 1                          | 31                         | 3     | 0,10  |                 |
| Club Atlético de Madrid · España                                                                                        |               |               |       |       |                     |                     |                            |                            |       |       |                 |
| 1.ª | 2009-10       | 23            | 0     | 5     | 0                   | 9                   | 0                          | 37                         | 0     | 0     |                 |
| 1.ª | 2010-11       | 15            | 1     | 3     | 0                   | 3                   | 0                          | 21                         | 1     | 0,05  |                 |
| Total club | Total club    | 38            | 1     | 8     | 0                   | 12                  | 0                          | 58                         | 1     | 0,02  |                 |
| Getafe Club de Fútbol · España                                                                                          |               |               |       |       |                     |                     |                            |                            |       |       |                 |
| 1.ª | 2011-12       | 29            | 1     | 2     | 0                   | -                   | -                          | 31                         | 1     | 0,03  |                 |
| 1.ª | 2012-13       | 30            | 2     | 2     | 0                   | -                   | -                          | 32                         | 2     | 0,06  |                 |
| 1.ª | 2013-14       | 22            | 0     | 3     | 0                   | -                   | -                          | 25                         | 0     | 0     |                 |
| 1.ª | 2014-15       | 12            | 0     | 1     | 0                   | -                   | -                          | 13                         | 0     | 0     |                 |
| Total club | Total club    | 93            | 3     | 8     | 0                   | -                   | -                          | 101                        | 3     | 0,03  |                 |
| Total carrera | Total carrera | Total carrera | 237   | 11    | 31                  | 1                   | 16                         | 1                          | 284   | 13    | 0,05            |
| (1) Incluye datos de Copa del Rey (2003-15). (2) Incluye datos de Europa League (2008-11); Liga de Campeones (2009-10). |               |               |       |       |                     |                     |                            |                            |       |       |                 |

## Palmarés

### Títulos nacionales
| Título           | Club        | País   | Año  |
| ---------------- | ----------- | ------ | ---- |
| Segunda División | Real Murcia | España | 2003 |

### Títulos internacionales
| Título               | Club (*)           | País   | Año  |
| -------------------- | ------------------ | ------ | ---- |
| Juegos Mediterráneos | Selección española | España | 2005 |
| UEFA Europa League   | Atlético de Madrid | España | 2010 |
| Supercopa de Europa  | Atlético de Madrid | España | 2010 |

(*) Incluyendo la selección.